# I trampoli
I trampoli (Los zancos) è un film del 1984 diretto da Carlos Saura.